# H. A. Rey
H. A. Rey, pseudonimo di Hans Augusto Reyersbach (Amburgo, 16 settembre 1898 – Cambridge, 26 agosto 1977), è stato uno scrittore e illustratore tedesco con cittadinanza statunitense noto per la serie di libri illustrati per bambini Curioso come George che lui e sua moglie Margret Rey hanno creato dal 1939 al 1966..

## Biografia
Figlio dell'uomo d'affari Alexander Reyersbach e di Marta Windmüller, Hans Augusto Reyersbach nacque ad Amburgo, così come sua futura moglie Margret, entrambi da famiglie ebree.
Frequentò il Wilhelm-Gymnasium dal 1907 all'agosto 1916 e poi volle studiare belle arti. Dopo due anni di servizio militare in Francia e Russia, studiò invece filosofia, scienza e lingue all'Università di Monaco e all'Università di Amburgo. Senza alcuna formazione artistica, disegnò manifesti per il Circus Busch nel 1921 come litografo e artista di manifesti per l'istituto litografico di Adolph Friedländer. Alcune sue opere che raffiguravano la città di Amburgo apparvero in un numero speciale della rivista Das Plakat. La casa editrice Kurt Enoch pubblicò litografie per il libro Grottesche di Christian Morgenstern nel 1923 in edizioni numerate, firmate e limitate: il libro includeva dodici disegni di Reyerbach, alcuni dei quali avevano tratti surreali.
Hans incontrò Margret per la prima volta ad Amburgo alla festa per il 16º compleanno della sorella di Margret. 
A causa delle difficili circostanze economiche, Reyersbach emigrò in Brasile nel 1924, dove venne impiegato come contabile da un parente proprietario di una società di importazione ed esportazione di vasche da bagno. In seguito incontrò di nuovo Magret, scappata in Brasile per sfuggire alla nascita del regime nazista in Germania. Dopo aver fondato un'agenzia pubblicitaria si sposarono nell'agosto 1935, compiendo poi il loro viaggio di nozze in Inghilterra, Germania e infine a Parigi, dove si fermarono per qualche tempo. Abitarono a Montmartre e nel 1937 e nel 1938 i primi libri di Rey furono pubblicati da Chatto & Windus.
Poco prima che le truppe tedesche raggiungessero la capitale francese, fuggirono da Parigi nel giugno del 1940 su biciclette fatte da sé, portando con sé il manoscritto di Curioso come George.
Morì tre settimane prima del suo 79º compleanno, il 26 agosto 1977 a Cambridge, nel Massachusetts, negli Stati Uniti d'America . 

## Curioso come George
Mentre era a Parigi, i disegni di animali di Hans furono portati all'attenzione di un editore francese, che gli commissionò di scrivere un libro per bambini: Rafi et les 9 singes (Rafi e le nove scimmie) è poco ricordato, ma uno dei suoi personaggi, una scimmia con un carattere da adorabile monello di nome George, fu un tale successo che la coppia prese in considerazione l'idea di scrivere un libro interamente incentrato su di lui. Lo scoppio della seconda guerra mondiale interruppe però il loro lavoro. Essendo ebrei, i Rey decisero di fuggire da Parigi prima che i nazisti invadessero la città. Hans costruì due biciclette e lasciarono la città poche ore prima che cadesse in mano dei nemici. Tra i pochi beni che riuscirono a portare via con sé c'era anche il manoscritto illustrato di Curioso come George.
L'odissea dei Rey li portò dapprima a Bayonne, dove riuscirono ad ottenere i visti dal viceconsole del Brasile Manuel Vieira Braga (seguendo le istruzioni di Aristides de Sousa Mendes) il 20 giugno 1940. Attraversarono quindi il confine con la Spagna, dove acquistarono i biglietti del treno per Lisbona. Da lì tornarono in Brasile, dove si erano conosciuti cinque anni prima, ma poi continuarono il viaggio verso New York, dove giunsero ad ottobre.
Il manoscritto portato dall'Europa fu poi pubblicato nel 1941 dall'editore Houghton Mifflin di New York. Hans e Margret Rey inizialmente progettarono di usare illustrazioni ad acquerelli, ma poiché erano responsabili della separazione dei colori, le cambiò in immagini simili a cartoni animati che continuano ad essere presenti in ciascuno dei libri. In seguito fu poi pubblicata un'edizione da collezione con gli acquerelli originali.
Curioso come George ebbe un successo immediato e ai Rey fu commissionato di scrivere molte altre avventure di questa scimmia birichina e del suo amico, noto come "l'uomo dal cappello giallo". Scrissero così sette storie in tutto, occupandosi Hans principalmente delle illustrazioni e Margret delle trame, anche se entrambi hanno ammesso di aver condiviso il lavoro, collaborando pienamente in ogni fase dello sviluppo. All'inizio, tuttavia, le copertine omisero il nome di Margret. Nelle edizioni successive, questo venne incluso e il ruolo di Margret ricevette pieno credito per il suo ruolo nello sviluppo delle storie. Il racconto Curious George Takes a Job è stato nominato nella lista dei Lewis Carroll Shelf Award nel 1960. 
I coniugi Rey si trasferirono a Cambridge, nel Massachusetts, nel 1963, in una casa vicino a Harvard Square, e vissero lì fino alla morte di Hans nel 1977. 
Negli anni 1990, gli amici dei Rey fondarono una libreria per bambini di nome Curious George & Friends (precedentemente Curious George Goes to Wordsworth), che operò in Harvard Square fino al 2011. Nel 2012 è stato aperto un nuovo negozio a tema, The World's Only Curious George, che nel 2019 si è trasferito a Central Square.

## Astronomia
L'interesse di Rey per l'astronomia è iniziato durante la prima guerra mondiale e ha portato al suo desiderio di ridisegnare i diagrammi delle costellazioni, che trovava difficile da ricordare, in modo che fossero più intuitivi. Ciò portò alla pubblicazione di Le stelle: un nuovo modo di vederle nel 1952. I suoi diagrammi di costellazione sono stati ampiamente adottati e ora appaiono in molte guide di astronomia, come A Field Guide to the Stars and Planets di Donald H. Menzel. A partire dal 2008 Le stelle: un nuovo modo di vederle, e una presentazione semplificata per bambini chiamata Trova le costellazioni sono ancora in stampa. Nel 2008 è stata pubblicata una nuova edizione di Trova le costellazioni, aggiornata con caratteri moderni, il nuovo stato di Plutone e alcune misurazioni più attuali di dimensioni planetarie e raggi orbitali.

## Documenti raccolti
L'Università dell'Oregon detiene documenti di H.A. Rey dal 1940 al 1961, dominati dalla corrispondenza, principalmente tra Rey e i suoi editori americani e britannici.
La collezione di letteratura per bambini de Grummond a Hattiesburg, Mississippi, contiene più di 300 scatole di documenti dei Rey datati tra il 1973 e il 2002.
La dott.ssa Lena Y. de Grummond, professore nel campo della scienza delle biblioteche presso l'Università del Mississippi del Sud, contattò i signori Rey nel 1966 per la nuova collezione di letteratura per bambini della USM. H.A. e Margret hanno donato un paio di schizzi in quel momento. Alla morte di Margret Rey nel 1996, la sua volontà fu quella di donare l'intera collezione letteraria dei Rey alla Collezione de Grummond. 

## Opere
- Cecily G. e le nove scimmie
- Curioso come George (nelle prime edizioni italiane con il titolo Scimmiottino)
- Il curioso George prende un lavoro
- Il curioso George va in bici
- Il curioso George ottiene una medaglia
- Il curioso George impara l'alfabeto
- Il curioso George va in ospedale
- Nutrire gli animali
- Trova le costellazioni
- Elizabite - Avventure di una pianta carnivora
- Come ci si arriva?
- Salatino
- Le stelle: un nuovo modo di vederle
- Dov'è il mio bambino?
- Vedi il circo
- Tit per Tat
- Foto di Billy
- Whiteblack il pinguino vede il mondo
- Au Clair de la Lune e altre canzoni della scuola materna francese (1941)
- Spotty (1945)
- Mary have a Little Lamb and other Nursery Songs (1951)
- Humpty Dumpty e altri brani degli Mother Goose (1943, Harper & Brothers)

## Libri illustrati
- Dem Andenken Christian Morgensterns 12 Lithographien zu seinem Werk, von Hans Reyersbach (= HA Rey), firma e testo in Bleistift HR 22 (1922)
- Die Sommerfrische: 10 Idyllen in Linol-Schnitt, von Hans Reyersbach (= HA Rey), Berlino (1923)
- Grotesken - 12 Lithographien zu Christian Morgensterns Grotesken von Hans Reyersbach (= HA Rey). Neue Folge. 400 Exemplare, Amburgo Kurt Enoch Verlag (1923)
- Zebrology (1937)
- Elizabite - Le avventure di una pianta carnivora (1942)
- Non spaventare il leone (1942)
- Katy No-Pocket (1944)
- We Three Kings and other Christmas Carols (1944)
- Curious George Flies a Kite, scritto da Margret Rey (1958)